# Песнь об убийстве Анджея Тенчинского
«Песнь об уби́йстве Андже́я Тенчи́нского» (пол. Pieśń o zabiciu Andrzeja Tęczyńskiego, Wiersz o zabiciu Andrzeja Tęczyńskiego) — анонимное средневековое рифмованное произведение, написанное по случаю убийства рабштынского (pl) старосты Анджея Тенчинского, совершённого краковскими горожанами 16 июля 1461 года.
Произведение датируется концом XV века, оно было записано в две колонки на последнем листе Хроники Галла Анонима, некогда принадлежавшей Яну Длугошу. Автор песни становится на сторону семьи убитого шляхтича и призывает к мести горожанам. С художественной точки зрения памятник не представляет особой ценности, однако обладает особой ценностью для истории и полонистики. Жанровая принадлежность Песни об убийстве Анджея Тенчинского является предметом спора историков литературы.
Впервые памятник был транскрибирован в современной польской орфографии в 1848 году. В настоящее время рукопись хранится в Национальной библиотеке в Варшаве.

## Историческая ретроспектива
16 июля 1461 года рабштынский староста Анджей Тенчинский (пол. Andrzej Tęczyński) пришёл к краковскому оружейнику Клеменсу (пол. Klemens), чтобы забрать доспехи, ремонт которых должен был выполнить оружейник. Тенчинскому не понравилось качество работы ремесленника, и поэтому староста решил заплатить ему намного меньше оговоренной суммы в 2 злотых (согласно одним источникам он заплатил 18 грошей, согласно другим — 10; в то время 1 злотый равнялся примерно 30 грошам). Оружейник начал протестовать, за что в своём же доме получил от Анджея пощёчину. После чего староста отправился в ратушу, где подал на ремесленника жалобу. За Клеменсом послали, и Тенчинский, выходя из ратуши, с ним столкнулся. Согласно Яну Длугошу, ремесленник в тот момент крикнул шляхтичу: Ты меня побил и дал мне позорную пощёчину в моём собственном доме, но больше уже бить меня не будешь. Тенчинский, услышав это, снова набросился на оружейника. И на этот раз избил его настолько сильно, что горожанина отнесли домой. Свидетелями этого происшествия были члены магистрата Миколай Кридлар (пол. Mikołaj Kridlar) и Вальтер Кеслинг (пол. Walter Kesling). Весть о случившемся быстро разнеслась по Кракову.
Магистрат города, стараясь помешать беспорядкам, закрыл ворота города и подал жалобу королеве Эльжбете Австрийской. Та приказала сохранять порядок и пригрозила штрафом в 80 000 гривен тому, кто этот приказ бы нарушил (одна краковская гривна весила в то время 197,68—205,5 г, из неё можно было отчеканить 48 пражских грошей). Король Казимир IV, отсутствовавший в городе из-за Тринадцатилетней войны, вернувшись, должен был решить дело. Однако беспорядки всё-таки начались, и толпа вышла на улицы города. Анджей Тенчинский забаррикадировался в собственном доме на улице Братской. Но позже он пришёл к выводу, что это не слишком надёжное убежище, и поэтому решил укрыться вместе с сыном, Спытком Мельштынским, и несколькими друзьями в костёле францисканцев (ныне Костёл св. Франциска Ассизского). Однако именно там его и убили, а его тело выволокли на улицу и надругались — ему опалили усы и бороду, проволокли по канаве и бросили на три дня возле ратуши.
Оружейник Клеменс смог сбежать из Кракова во Вроцлав (откуда его выпроводил городской совет), затем осел в Жагане, где впоследствии и умер. Так же поступил член краковского городского совета Миколай Кридлар (спрятался в замке в Мельштыне (пол. Melsztyn)). Король Казимир узнал о беспорядках уже 20 августа, находясь в тот момент на Поморье. Шляхта в лагере короля взбунтовалась, желая немедленно вернуться в Краков, чтобы отомстить горожанам (Тенчинский сам был участником Тринадцатилетней войны и сыграл большую роль в выкупе у крестоносцев Мальборка). Королю удалось успокоить шляхту, пообещав учинить справедливый суд по возвращении.
7 декабря 1461 года началось судебное разбирательство (в присутствии короля, воевод и кастелянов), судьёй был Пётр из Вешмутова. В качестве ответчиков выступили горожане и простонародье Кракова, а также члены городского совета. Защитником ответчиков был шляхтич Ян Орачовский герба Сренява. Истцами были брат Анджея, Ян из Тенчина (требовал, чтобы город уплатил назначенный королевой штраф в 80 000 гривен), а также сын убитого Ян Тенчинский из Рабштына (требовал для обвиняемых смертной казни). Решением суда к смерти были приговорены девять представителей Кракова, а город был наказан штрафом. Приговор был приведен в исполнение 15 января 1462 года, казнили только шестерых горожан (невинных людей, не принимавших активного участия в убийстве Тенчинского). Штраф также был выплачен не полностью: город отдал только 6200 злотых из-за финансовых проблем.
Обстоятельная информация о случившемся известна благодаря сохранившимся судебным актам и сообщению Яна Длугоша.

## Произведение по событиям
Песня, повествующая о вышеописанных событиях, появилась между 15 января 1462 года (дата казни краковян) и мартом 1463 года, она была написана кем-то из шляхетских клиентов рода Тенчинских. Анонимный автор недвусмысленно становится на сторону старосты и уже в первой строке (A jacy to źli ludzie mieszczanie krakowianie…) обвиняет горожан. Кроме того, он называет их «псами» и «холопами». В тексте песни явственно сгущены краски, и даже внесена ложная информация (например, о том, что горожане ранили священников, что не является правдой). Также поэт утверждает, что члены городского совета давно плели козни против Тенчинского, это говорится о Кридларе и Кеслинге, казнённых по приговору суда. Подчёркивается нарушение святости церковного убежища и жестокость убийства. Тенчинский, в свою очередь, представлен как храбрый и достойный рыцарь. Песня содержит элементы панегирика по отношению к родственникам убитого. В целом, произведение направлено против горожан и призывает к мести

## Стихотворная конструкция
Текст произведения был записан без разбиения на строчки в двух узких колонках; принятое на данный момент деление на строфы и строки является результатом труда литературоведов. Исследователи полагают, что Песнь состоит из двадцати шести строк разной длины. 80 % из них — 13- и 14-сложные (для польской средневековой поэзии это были необыкновенно редкие размеры), но при этом есть и более длинные, и более короткие строки (по одной из 8-ми, 18-ти, 10-ти, 12-ти, 15-ти и 16-ти слогов). Рифмы, находящиеся в клаузулах, и разбиение на темы позволили выделить пять строф, содержащих приблизительно равное количество строк. Кроме того, в некоторых строках есть внутренние рифмы, связывающие цезуру с клаузулой (например, в двенадцатой строке: Do wrocławianów posłali, do takich jako i sami (рус. К вроцлавянам послали, к таким же, как и сами), где рифма построена на ассонансе, или в шестой строфе: Сhciał ci krolowi służyci, swą chorągiew mieci (рус. Хотел королю служити, свою хоругвь имети), где рифма построена на созвучии последних слогов слов).
Т. Михаловская предложила альтернативный вариант деления текста. Он основывается на критерии выделения отдельных синтаксических членов предложений в строках. Результатом стал стих с семисложными строками (при немногочисленных исключениях). Например, строки 8 и 9:
W kościele-ć [j]i zabili, na tem Boga nie znali, (14) — В костёле его убили, при этом Бога не знали
Świątości ni zacz nie mieli, kapłany poranili. (15) — Святости же не имели, священников ранили
по Михаловской принимают вид:
W kościele-ć [j]i zabili, (7) — В костёле его убили,
na tem Boga nie znali, (7) — при этом Бога не знали
świątości ni zacz nie mieli, (8) — Святости же не имели
kapłany poranili. (7) — священников ранили
Исследовательница подчёркивает, что семисложный стих был очень популярен в период позднего Средневековья в Польше: им написаны религиозные песни (Nuż, wy bielscy panowie; Zastała się nam nowina; Maryja, panna czysta, Wesoły nam dzień nastał, Radości wam powiedam ,Vita Sancti Alexy rikmice), а также светские произведения (Pieśń husycka o królu Zygmuncie Luksemburczyku, Cantilena inhonesta). И сегодня семисложный размер (пол. siedmiozgłoskowiec) является основным для польских народных песен.
Скорее всего, Песнь была записана по памяти и была предназначена либо для пения, либо для сольной мелодекламации (о чём свидетельствует нерегулярность размера и обилие внутренних рифм).

## Жанровая принадлежность
Относительно жанра «Песни» ведутся дискуссии. По мнению историка польской литературы Терезы Михаловской (пол. Teresa Michałowska), это песнь, содержащая «новостные» и агитационные элементы. Ян Ланкау (пол. Jan Lankau) полагал, что это «новостной» текст. Согласно Антонине Елич (пол. Antoninа Jelicz) это памфлет, и даже «очевидный» панегирик. Тадеуш Витчак (пол. Tadeusz Witczak) и Мацей Влодарский (пол. Maciej Włodarski) писали о стихотворении «по случаю» с чертами политическо-социального памфлета, a Юлиуш Новак-Длужевский (пол. Juliusz Nowak-Dłużewski) отнёс произведение к элегиям. Анджей Домбрувка (пол. Andrzej Dąbrówka), в свою очередь, говорил об исторической песне, так же считал Стефан Вртел-Верчинский (пол. Stefan Vrtel-Wierczyński), который добавлял, что эта песнь относится к польской средневековой эпичной поэзии.

## Название сочинения
Произведение много раз издавалось, причём под разными названиями (оригинальный текст никак не озаглавлен): Pieśń o zamordowaniu Jędrzeja Tęczyńskiego, Pieśń o zabiciu Andrzeja Tęczyńskiego, Pieśń o zabiciu Tęczyńskiego, Pieśń o Tęczyńskim, Wiersz o zabiciu Andrzeja Tęczyńskiego, Wiersz o zamordowaniu Andrzeja Tęczyńskiego.

## Лингвистическая характеристика
Орфография памятника — довольно неустоявшаяся и непоследовательная и, по мнению польского лингвиста Т. Лер-Сплавинского, свидетельствует о «более слабой писательской технике», чем у авторов относящихся к тому же времени стихотворений «O chlebowym stole» и «Satyra na leniwych chłopów».
В целом язык Песни укладывается в стандартные рамки языка польских светских сочинений того времени, за исключением некоторых архаизмов, которые вводит в текст автор. Так, например, в Песни три раза встречаются инфинитивы на -ci (вместо обычного -ć). Даже для XV века это окончание было крайне архаичным, хоть и не вполне забытым.

## Судьбы рукописи
Произведение было записано в конце XV века на последнем свободном листе (97, обратная сторона) самого старого известного списка Хроники Галла Анонима, относящегося к XIV веку. Этот пергаментный манускрипт изначально принадлежал Яну Длугошу, позже хранился в библиотеке родового имения Замойских, а в данный момент находится в Национальной Библиотеке (пол. Biblioteka Narodowa (Polska)) в Варшаве (шифр BOZ, cim. 28). Впервые Песнь была опубликована в 1824 году Я. В. Бандтки (пол. Jan Wincenty Bandtkie) вместе с Хроникой Галла Анонима. Первый раз отдельно от Хроники текст был опубликован Казимиром Вуйцицким (пол. Kazimierz Wóycicki) в 1848 году в сборнике «Литературный альбом» (пол. Album Literacki) (том I, глава Pieśń polska z r. 1462 o zabiciu Andrzeja Tęczyńskiego). В 1886-м г. Владислав Неринг (пол. Władysław Nehring) опубликовал критический разбор в главе Ein Lied (?) auf die Ermordung des Fahnenträgres Andreas Tenczyński am 16. Juli 1461 in Krakau книги Altpolnische Sprachdenkmäler; systematische Übersicht, Würdigung und Texte. Ein Beitrag zur slavischen Philologie, Berlin